# Narodni geopark Džangje
Narodni geopark Džangje (poenostavljeno kitajsko: 张掖 国家 地质 公园; tradicionalno kitajsko: 張掖 國家 地質 公園; pinjin: Zhāngyè Guójiā Dìzhìgōngyuán) leži v okrožjih Sunan in Linze v prefekturnem mestu Džangje (Zhangye) v kitajskem mestu Gansu. Zajema površino 322 kvadratnih kilometrov. Lokacija je 23. aprila 2012 postala kvazi-narodni geopark (začasno ime: Zhangye Danxia Geopark). Ministrstvo za zemljišča in vire ga je 16. junija 2016 uradno označilo za Narodni geopark Džangje, potem ko je opravilo sprejemni preizkus na kraju samem. Kitajski mediji so ga poznali po pisanih skalnih formacijah in ga razglasili za eno najlepših oblik na Kitajskem. Lokacija je bila leta 2004 uvrščena v Globalno mrežo geoparkov (GGN) pod okriljem organizacije UNESCO, pod naslovom Zhangjiajie Sandstone Peak Forest Geopark in je destinacija za številne kitajske in mednarodne turiste.

## Lokacija
Park leži ob severnem vznožju gorovja Qilian, v okrožjih Linze in Sunan, ki sta pod upravo mesta na ravni prefekture Džangje, provinca Gansu. Glavna območja oblike Danšia so v občinah Kangle in Baijin.
Osrednje območje parka, Scenic Area Linze Danxia, je 30 kilometrov zahodno od centra mesta Džangje in 20 kilometrov južno od sedeža okrožja Linze. Je najbolj razvit in najbolj obiskan del parka. Drugo slikovito območje, Binggou (冰沟), ki je na severnem bregu reke Lijuan (梨园河), je bilo uradno odprto 3. avgusta 2014. Binggou pokriva površino 300 kvadratnih kilometrov, njegova nadmorska višina pa se giblje od 1500 do 2500 metrov. Tretje območje, Scenic Area Sunan Danxia je v Gandžunu, južno od Linze.

## Pokrajina
Džangje Danšja je znana po nenavadnih barvah kamnin, ki so gladke, ostre in visoke nekaj sto metrov. So posledica usedlin peščenjaka in drugih mineralov, ki so nastale pred več kot 24 milijonov let. Rezultat (podoben slojni pogači) je bil nagnjen z delovanjem tektonskih plošč, ki so odgovorne za ustvarjanje delov himalajskih gora. Veter, dež in čas so nato oblikovali izjemne oblike, vključno s stolpi, stebri in grapami, z različnimi barvami, vzorci in velikostmi.

## Mediji in turizem
Leta 2005 je skupina novinarjev iz 34 velikih medijev Džangje Danšja  izglasovala za eno najlepših območij oblike Danšja na Kitajskem. Leta 2009 je kitajska revija National Geography izbrala Džangje Danšja za eno od "šestih najlepših oblik Zemlje" na Kitajskem. Območje je postalo glavna turistična atrakcija province. Za obiskovalce pri raziskovanju skalnih formacij so zgradili vrsto sprehajališč in dostopnih cest. Leta 2014 je bilo za izboljšanje objektov na območju Binggou vloženih 100 milijonov juanov.
Džangje Danšja je predstavljen kot naravno čudo v videoigri Sid Meier's Civilization VI. Dodano je bilo v razširitvi Rise and Fall.